# 基希多夫河

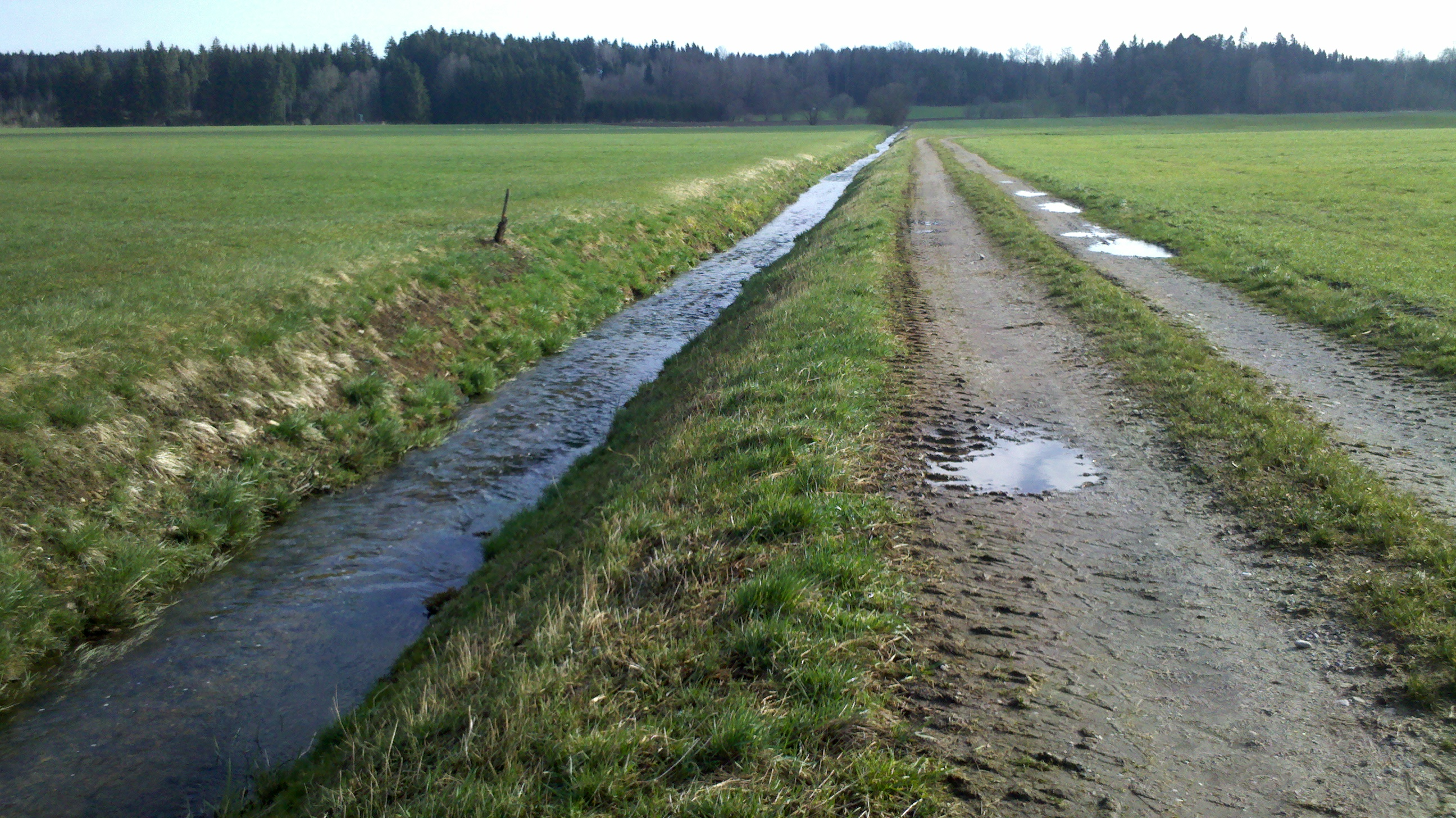

47°53′57″N 11°55′59″E / 47.89922°N 11.93313°E
基希多夫河（德語：Kirchdorfer Bach），是德國的河流，位於該國東南部，由巴伐利亞負責管轄，屬於莫斯河的右支流，河道全長4.7公里，流經羅森海姆縣。